# Seigneurie de La Madeleine
La Seigneurie de La Madeleine est une seigneurie concédée en 1636 sous le régime seigneurial de la Nouvelle-France. Elle est située sur la rive nord du fleuve Saint-Laurent, entre la rivière Saint-Maurice, à Trois-Rivières, et la rivière La Chevrotière, à Deschambault-Grondines, jusqu'à la Rivière Matawin.
Aujourd'hui, ce territoire est situé dans la région administrative de la Mauricie et celle de la Capitale-Nationale, au Québec.

## Toponymie
Le nom La Madeleine est le nom de Jacques de La Ferté, abbé de La Madeleine, premier concessionnaire de la seigneurie de La Madeleine.

## Concession
La seigneurie de La Madeleine a été concédée le 15 janvier 1636 par la compagnie de la Nouvelle-France à Jacques de la Ferté, abbé de Sainte-Marie-Madeleine de Châteaudun, lui-même membre de la compagnie. Elle mesurait dix lieues en largeur, sur le bord du grand fleuve Saint-Laurent, sur vingt lieues en profondeur dans les terres.

## Détachements
Sur sa seigneurie de La Madeleine, l'abbé de La Ferté concéda les seigneuries suivantes : seigneurie de Batiscan (1639), fief de l'Arbre-à-la-Croix (1644), fief des Prairies-Marsolet 1644), fief Leneuf (1646), fief de Neuville (1646) et seigneurie du Cap-de-la-Madeleine (1651).

## Développement
En 1640, les jésuites fondent une mission au cap de la seigneurie de La Madeleine. Ce cap était connu sous le nom de cap des Trois-Rivières. Ce noyau est le centre de la future seigneurie de Cap-de-la-Madeleine qui sera découpée en 1651.
En 1649, les premières terres sont concédées par les Jésuites, autorisés par l'abbé de La Madeleine.

## Suppression
Ce qui restait de la seigneurie de La Madeleine, après les amputations des seigneuries du Cap-de-la-Madeleine, Champlain, Batiscan, etc., a été supprimée par le tribunal en 1668, faute d'héritiers. Jacques de La Ferté était mort depuis 1651.

## Seigneurs
La seigneurie de La Madeleine n'a eu qu'un seul seigneur. Après son décès en 1651, la seigneurie est restée sans titulaire. En 1668, aucun héritier de l'abbé de La Ferté ne se sont présentés pour réclamer la seigneurie, ce qui entraîna sa suppression.
- 1636-1651 : Jacques de La Ferté, abbé de La Madeleine
- 1651-1668 : Sans titulaire

## Traces et commémoration
Les anciennes seigneuries ont laissé des marques dans le patrimoine culturel, que ce soit la toponymie, les paysages, les bâtiments, les plaques et monuments, les sources, et dans des personnages, lieux et événements emblématiques ou symboliques.
Les traces laissées par la seigneurie de La Madeleine sont les suivantes :

## Manoir et moulin
En théorie, chaque seigneurie devait avoir un manoir habité ainsi qu'un moulin à farine en bon état de fonctionnement. Aucun manoir ni moulin ne sont connus pour l'ensemble de la seigneurie de La Madeleine. Les manoirs et moulins qui ont existé appartenaient non pas à la seigneurie de La Madeleine mais plutôt aux seigneuries qui ont été découpées à l'intérieur de la seigneurie de La Madeleine (Cap-de-la-Madeleine, Champlain, Batiscan, etc.)

## Plaques et monuments
Aucune plaque ni monument ne rappellent l'existence de cette ancienne seigneurie. Toutefois, le nom et le portrait de l'abbé de La Ferté apparaissent sur la plaque de bronze du monument aux fondateurs de Cap-de-la-Madeleine, érigé en 1951, lors de son 300e anniversaire de l'ancienne ville. Son portrait apparaît aussi sur un panneau d'interprétation intitulé «La fondation de Cap-de-la-Madeleine», érigé au coin de la rue Notre-Dame et de la rue du Sanctuaire.
En 1951, l'ancienne ville du Cap-de-la-Madeleine avait adopté le clocher de l'église de Châteaudun comme partie de son emblème dans la construction d'un monument commémoratif érigé à la sortie du pont Duplessis. Ce monument a été démoli.

## Personnages, lieux et événements
L'ancienne ville de Cap-de-la-Madeleine a été jumelée à la commune de Châteaudun (Perche, France).